# Dilmuna
Dilmuna era una ciutat del regne d'Hakpis, de situació desconeguda però segurament propera a Lawazantiya, construïda i fortificada per Hattusilis a la seva tornada del regne d'Apa, a Síria, cap a l'any el 1290 aC.